# هویشلهایم بای فرانکنتال
هویشلهایم بای فرانکنتال (به آلمانی: Heuchelheim bei Frankenthal) یک شهر در آلمان است که در راین-پفلاتس-کرایس واقع شده‌است.